# Kye Sun-Hui
Kye Sun-Hui (en coreano: 계순희; Pionyang, 2 de agosto de 1979) es una deportista norcoreana que compitió en judo.
Participó en cuatro Juegos Olímpicos de Verano entre los años 1996 y 2008, obteniendo un total de tres medallas: oro en Atlanta 1996, bronce en Sídney 2000 y plata en Atenas 2004. En los Juegos Asiáticos consiguió dos medallas en los años 1998 y 2002.
Ganó seis medallas en el Campeonato Mundial de Judo entre los años 1997 y 2007, y dos medallas en el Campeonato Asiático de Judo en los años 1997 y 1999.

## Palmarés internacional
| Juegos Olímpicos    | Juegos Olímpicos         | Juegos Olímpicos  | Juegos Olímpicos |
| Año                 | Lugar                    | Medalla           | Categoría        |
| ------------------- | ------------------------ | ----------------- | ---------------- |
| 1996                | Atlanta (Estados Unidos) | Medalla de oro    | –48 kg           |
| 2000                | Sídney (Australia)       | Medalla de bronce | –52 kg           |
| 2004                | Atenas (Grecia)          | Medalla de plata  | –57 kg           |
| Campeonato Mundial  |                          |                   |                  |
| Año                 | Lugar                    | Medalla           | Categoría        |
| 1997                | París (Francia)          | Medalla de plata  | –52 kg           |
| 1999                | Birmingham (Reino Unido) | Medalla de bronce | –52 kg           |
| 2001                | Múnich (Alemania)        | Medalla de oro    | –52 kg           |
| 2003                | Osaka (Japón)            | Medalla de oro    | –57 kg           |
| 2005                | El Cairo (Egipto)        | Medalla de oro    | –57 kg           |
| 2007                | Río de Janeiro (Brasil)  | Medalla de oro    | –57 kg           |
| Juegos Asiáticos    |                          |                   |                  |
| Año                 | Lugar                    | Medalla           | Categoría        |
| 1998                | Bangkok (Tailandia)      | Medalla de oro    | –52 kg           |
| 2002                | Busan (Corea del Sur)    | Medalla de bronce | –52 kg           |
| Campeonato Asiático |                          |                   |                  |
| Año                 | Lugar                    | Medalla           | Categoría        |
| 1997                | Manila (Filipinas)       | Medalla de oro    | –52 kg           |
| 1999                | Wenzhou (China)          | Medalla de oro    | –52 kg           |